# الدروز في فنزويلا
الدروز في فنزويلا هم سكان فنزويلا الذين ينتمون إلى الطائفة الدرزية، وهي إثنية دينية عربية تدين بمذهب التوحيد ذو التعاليم الباطنية، وترجع جذورها إلى غرب آسيا.
كانت الهجرة من بلاد الشام إلى الأمريكتين بطبيعتها اقتصادية، حيث تزايد تدفق المهاجرين من الأقليات المسيحية والدرزية المشرقية خلال الجزء الأخير من القرن التاسع عشر والنصف الأول من القرن العشرين، ووصلت أعدادا كبيرة من المهاجرين الدروز إلى فنزويلا، من جبل لبنان أولاً، وعندما استقرّت هذه الموجة، لحقتها موجات أخرى خاصةً من جبل الدروز، وكذلك قسم من فلسطين التاريخية. وأدت سياسة الرئيس السوري أديب الشيشكلي بين عام 1949 وعام 1954 المناهضة للدروز والبرجوازية إلى تصاعد في هجرة الدروز إلى فنزويلا، حيث شكل الدروز ثلث إجمالي المهاجرين من سوريا في هذا الوقت. وكان المهاجرون الأوائل يميلون إلى الاختلاط جيدًا بالسكان المحليين، حيث إعتنقت أعداد من الموحدون الدروز المسيحية ديناً خصوصاً على مذهب الكنيسة الرومانية الكاثوليكية. في حين حافظ معظمهم على هويتهم القوية من خلال الهوية العربية والقيم الدرزية.
حقّق العديد من الموحدون الدروز نجاحاً في فنزويلا، وبرز منهم عدد من الوزراء، منهم طارق العيسمي الذي يشغل نائب الرئيس الفنزويلي، والذي قام جده بالهجرة من السويداء إلى فنزويلا. ويُقدَّر اليوم عدد المواطنين الدروز في فنزويلا بين 60 ألف إلى حوالي 200 ألف، وتُعد الجالية الدرزيّة في فنزويلا أكبر جالية درزية في المهجر. ويُشار إلى مدينة السويداء ذات الأغلبية الدرزية في سوريا من قبل البعض باسم «فنزويلا الصغيرة» بسبب تدفق المهاجرين السوريين الفنزويليين إلى المدينة. ووفقاً لتقديرات السفارة الفنزويلية في دمشق، فإن ما يقرب من 60% من سكان السويداء وُلدوا في الأراضي الفنزويلية ويمتلكون جنسية مزدوجة.